# Martina Schettina
Martina Schettina (Vienna, 7 marzo 1961) è una scultrice e artista austriaca.

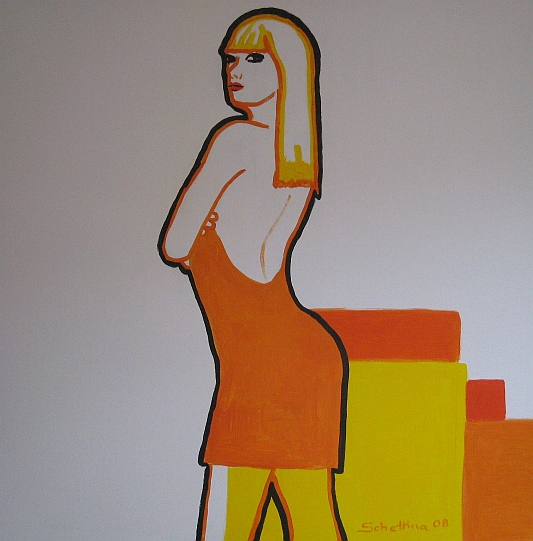
Ragazza in abito arancio, di Martina Schettina

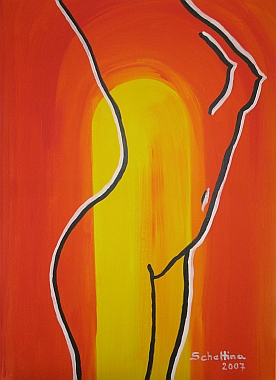
Sugar_in_my_bowl di Martina Schettina

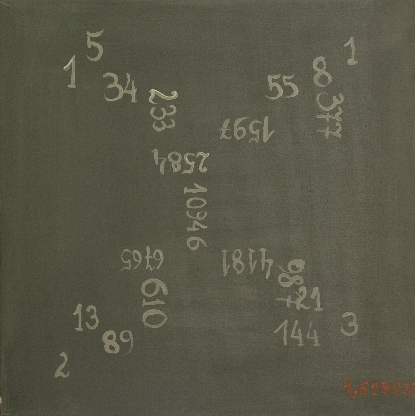
Martina Schettina: Sogno di Fibonacci, 2008, 40 x 40 cm

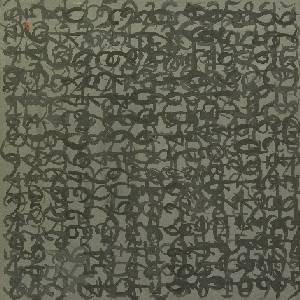
Martina Schettina: a maglia infinità, 2008, 50 x 50 cm

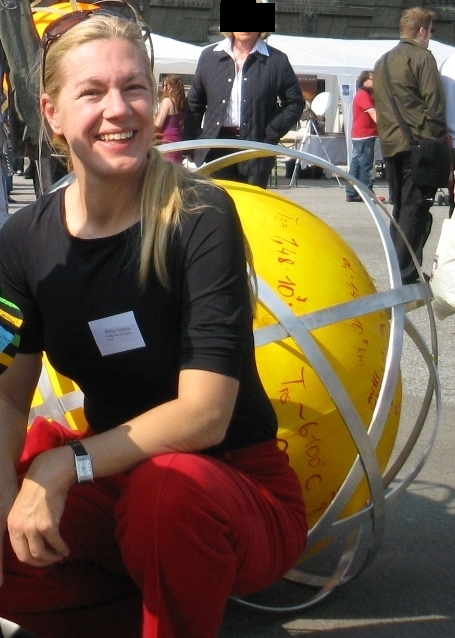
Schettina con dipinto globo „Il Sole“

È uno degli artisti austriaci contemporanei che vive e lavora a Langenzersdorf. Studia all'Università di Vienna matematica, fisica e arte.
Ha esposto le proprie opere in Austria, Francia, Germania, Italia, Belgio, Ungheria, Repubblica Ceca, New York, Pechino, Shanghai presso gallerie private e musei pubblici.

## Premi
- 1994 Plakatwettbewerb des Umweltministeriums, Sonderpreis
- 1998 „Die Neuen Meister“, Nachwuchswettbewerb der Ringgalerie des Wiener Volksbildungswerkes. (Heute Basis.Kultur.Wien) [1]
- 2001 Siegerin des Kunstforum-Wettbewerb Oktober 2006 und Kunstwerk des Monats November
- 2002: Aufnahme in Archives on Women Artists des National Museum of Women in The Arts in Washington DC.[2]
- 2006 Ehrenmedaille für Wissenschaft und Kunst der Österreichische Albert Schweitzer-Gesellschaft[3][4]
- 2009 Künstler des Monats Juli des Österreichischen Online-Kunstforums[5]

## Esposizioni
- 1994 Malerei. Bezirksmuseum Währing, Vienna.
- 1995 Im Mittelpunkt der Mensch. Belvedereschlössel, Stockerau.
- 1997 Martina Schettina. Bergerhaus, Gumpoldskirchen.
- 1998 Magierbilder. Galerie Haslinger im Arik-Brauer-Haus, Wien.[6]
- 1999 Magisciens/Magiers. Galerie Mots et Tableaux, Bruxelles.
- 2001: Anton Hanak-Museum in Langenzersdorf.
- 2002 Magierbilder und Ikebana. Kulturkabinett, Vienna.
- 2003 Aquarelle und Ölbilder. Kulturzentrum Belvedereschlössl, Stockerau
- 2003 Magische Momente. Romanischer Keller der Hypo, Salisburgo[7]
- 2006 Zweitausendsex in Blaugelbe Vietelsgalerie Schloss Fischau, Bad Fischau-Brunn.[8]
- 2007 Stadt, Land, Frau. Club alpha, Vienna[9]
- 2007 Magicien à Paris  Forum austriaco di cultura Parigi[10]
- 2008: Magische Menschen. Magische Orte im Kokoschka-Museum in Pöchlarn.[11]
- 2008 Magicien à Paris Vol. 2 Forum Culturel Autrichien Parigi[12]
- 2009: Stadt.Land.Frau im Weinstadtmuseum, Krems an der Donau.[13]
- 2010 Mathemagische Bilder in Museumsquartier, Vienna[14]
- 2010 Mathematische Bilder, Museo Egon Schiele, Tulln[15]

### Cataloghi
- 1994: Katalog Schettina
- 2002: Katalog: mARTina schettina, Magierbilder 2002 Verlag Eisl und friends, ISBN 3-9501524-2-3
- 2006: Katalog zweitausendsechs. Eisl und friends, Atelier mARTina schettina Langenzersdorf, 2006,
- 2007: Linz 2007. Ausstellungskatalog. Digitaldruck Linz, Galerie ARTpark Lenaupark City Linz.
- 2008: Wein, Weib und Gesang. Gedichtband. Bilder von Martina Schettina zu Lyrik von Michaela Gansterer. Hrsg. Michaela Gansterer, Hainburg.
- 2009: (DE)  Martina Schettina:Mathemagische Bilder - Bilder und Texte. Vernissage Edition Brod Media, Vienna 2009, ISBN 978-3-200-01743-6.